# Delphinidine
La delphinidine ou delphinidol est un composé organique naturel de la famille des anthocyanidols. Ses formes glycosylées constituent des pigments végétaux allant du bleu au rouge et ayant une activité antioxydante notable.

## Propriétés chimiques

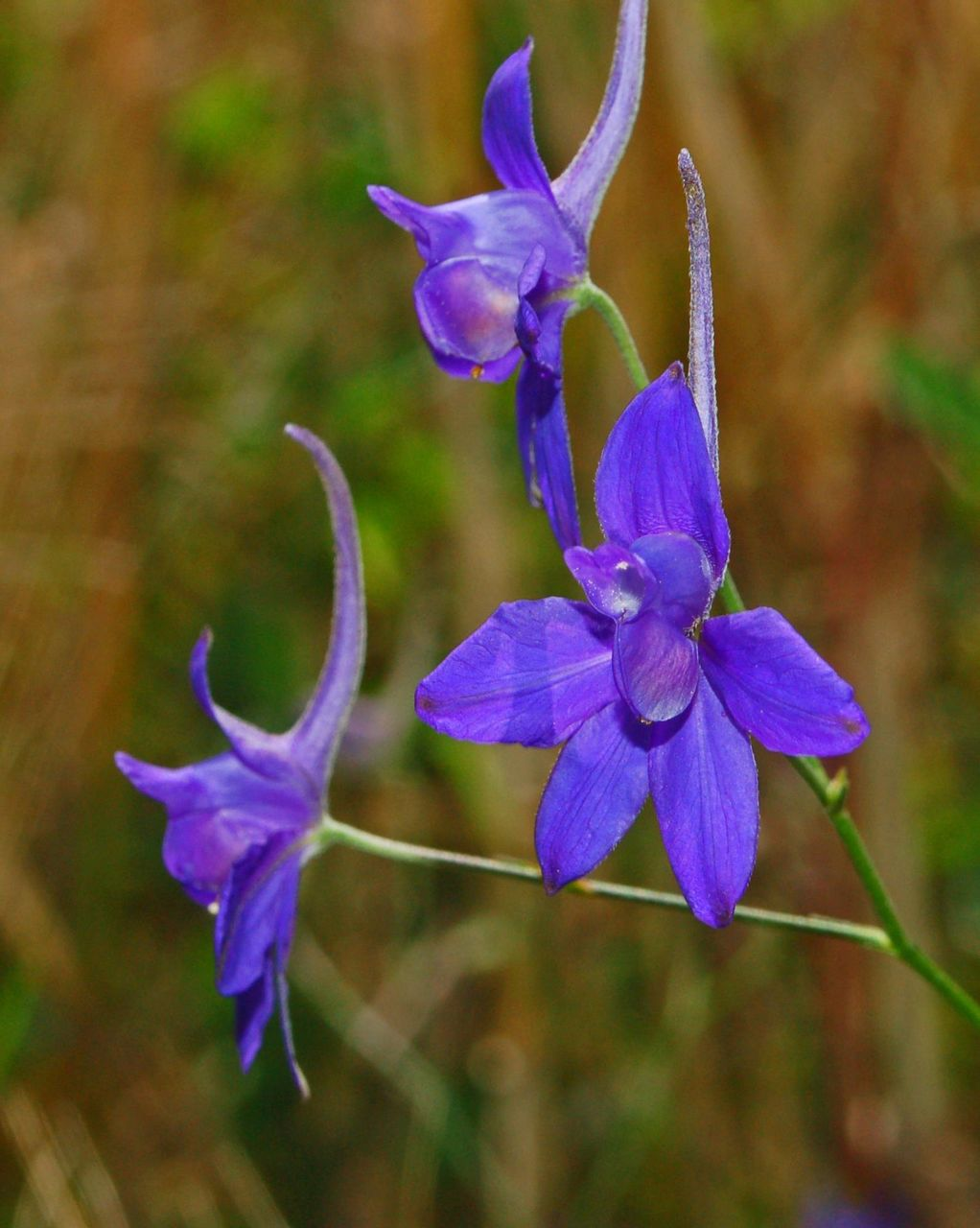
Le pigment des fleurs bleues du Delphinium consolida L. fut isolé en 1915 par Willstätter et Mieg et nommé delphinidine

La delphinidine fait partie avec la cyanidine, la pélargonidine, la malvidine, la péonidine et la pétunidine, des principaux anthocyanidols rencontrés dans la nature. Dans ce groupe, elle se caractérise par la présence de trois groupements hydroxyles en position 3', 4' et 5' sur le cycle aromatique B (voir la numérotation dans la table 1).
En raison de son noyau flavylium possédant une forte réactivité avec les nucléophiles, la delphinidine est une molécule relativement instable et donc pratiquement absente sous forme libre dans les tissus végétaux.
L'addition d'un sucre en position C-3 (par O-glycosylation) lui confère une meilleure stabilité et solubilité. Les hétérosides formés par condensation de la delphinidine et d'un ose font partie de la famille des anthocyanosides ou anthocyanes, une vaste famille de pigments colorés.
La delphinidine est l'aglycone le plus fréquent dans la nature après la cyanidine, puisque 22 % des anthocyanosides sont construits à partir de la delphinidine.
La delphinidine fut isolée en 1915, des pétales bleu pourpre de Delphinium consolida (espèce maintenant classée dans le genre Consolida comme Consolida regalis Gray) par les pionniers de l'analyse des pigments floraux, Richard Willstätter et Mieg.

## Hétérosides de delphinidine dans l'alimentation
La delphinidine et ses dérivés possèdent une activité anti-oxydante notable.
En comparant la capacité in vitro à piéger les radicaux libres du DPPH• par les anthocyanidols et leur 3-glucosides, Azevedo et als (2010) ont montré que l'activité antiradicalaire était la plus grande pour la delphinidine et son 3-glucoside puis venait la cyanidine et la malvidine (et leur 3-glucosides). Plusieurs études épidémiologiques ont montré l'effet protecteur contre les maladies coronariennes et cardiovasculaires de la consommation d'anthocyanosides.
La base phenol-explorer recense 13 hétérosides de delphinidine présent dans les fruits et légumes :
| Table 1 Hétérosides de delphinidine dans les aliments | |
| numérotation du noyau                                 | |
| Delphinidin 3-O-glucoside (ou myrtilline)             | Cassis (86,68 mg/100g), Framboise rouge (0,21 mg/100g), Vaccinium corymbosum L., raisin rouge, grenade (jus), haricot (noir, cru) |
| Delphinidin 3-O-glucosyl-glucoside                    | Oignon rouge (6,50 mg/100g) |
| Delphinidin 3,5-O-diglucoside                         | Grenade pur jus (1,56 mg/100g])                                                                                                   |
| Delphinidin 3-O-(6"-acetyl-galactoside)               | Vaccinium augustifolium Ait., Vaccinium corymbosum L.                                                                             |
| Delphinidin 3-O-(6"-acetyl-glucoside)                 | Raisin rouge (0,54 mg/100g), Vaccinium augustifolium Ait., Vaccinium corymbosum L.                                                |
| Delphinidin 3-O-(6"-malonyl-glucoside)                | |
| Delphinidin 3-O-(6"-p-coumaroyl-glucoside)            | vin rouge (0,18 mg/100g) |
| Delphinidin 3-O-arabinoside                           | Vaccinium augustifolium Ait., Vaccinium corymbosum L.                                                                             |
| Delphinidin 3-O-feruloyl-glucoside                    | Haricot, noir, cru (1,10 mg/100g)                                                                                                 |
| Delphinidin 3-O-galactoside                           | Vaccinium augustifolium Ait., Vaccinium corymbosum L.                                                                             |
| Delphinidin 3-O-rutinoside (ou tulipanine)            | Cassis (197,41 mg/100g) |
| Delphinidin 3-O-sambubioside                          | Groseille (Ribes rubrum) |
| Delphinidin 3-O-xyloside                              | |

## Pigment coloré des plantes
Les dérivés de la delphinidine donnent leurs teintes bleues à des fleurs telle que les violettes, les delphiniums ou les aconits. Ainsi, le pigment bleu-violacé de la fleur d'Aconitum carmichaelii a été identifié comme un dérivé de delphinidine et nommé la violdelphine (en). Ils donnent aussi sa couleur bleu rougeoyante aux raisins du cépage cabernet sauvignon. Ils sont aussi présents dans le cépage Concord, les canneberges et les grenades.
- Hortensia Hydrangea macrophylla

Les hortensias (Hydrangea) peuvent fleurir rouge ou bleu suivant l'acidité du sol et la présence d'aluminium. Dans un sol basique, les sépales sont rouge fuchsia, mais s'il est acide, ils sont bleu pourpre.
|                                                                         |                                                                                  |  |
| Hydrangea macrophylla                                                   |                                                                                  |  |
|                                                                         |                                                                                  |  |
| 1 Cation flavylium de Delphinidine-3-glucoside de couleur ROUGE FUCHSIA | 2 Complexe de la base quinonique de Del-3-gl avec Al3+ de couleur BLEU MAJORELLE |  |

Il est surprenant d'apprendre que toute cette palette de couleurs vient d'un seul anthocyanoside, le 3-glucoside de delphinidine (1), car en général, les fleurs rouges et bleues ont des chromophores anthocyanidoliques différents.
Yoshida et als ont pu mesurer le pH des vacuoles des cellules colorées qui se trouvent dans la seconde couche des sépales. Lorsque les sépales sont rouges le pH est faible (pH=3.3) donc relativement acide mais il l'est un peu moins quand ils sont bleus (pH=4.1). L'acidité des vacuoles évolue inversement à celle du sol de culture. C'est cette acidité vacuolaire qui explique le passage sous forme de cation flavylium rouge de la delphinidine. Mais pour bien comprendre le bleuissement de l'hortensia deux autres facteurs interviennent : des cations métalliques d'aluminium Al3+ et des co-pigments : 3 l'acide 3-caféylquinique (3-Caf), 4 l'acide 3-p-coumarylquinique (3-pC) et 5 l'acide 5-caféylquinique (5-Caf) (ou acide chlorogénique). Dans les vacuoles des cellules bleues, la concentration relative d'ions Al3+ et des co-pigments d'acides 3-acylquiniques 3 et 4 (3-Caf et 3-pC) est beaucoup plus élevée que dans les cellules rouges (où 5-Caf est en grande quantité plutôt que 3-Caf et 3-pC). La présence de ces co-pigments est essentielle pour la stabilité de la couleur bleue. Kondo et als ont proposé un schéma de formation d'un complexe dans lequel, au centre, l'ion Al3+ coordonne le pigment 1 de delphinidine-3-glucoside et coordonne simultanément les atomes d'oxygène des co-pigments.
|                                                                              |                                                   |
| Co-pigments : 3 R=OH acide 3-caféylquinique 4 R=H acide 3-p-coumarylquinique | Pigment bleu d'hydrangea (modèle de Kondo et als) |

Dans les sols acides, les racines de l'hortensia sécrètent de l'acide citrique qui forme un complexe avec Al3+ du sol pouvant être ensuite absorbé par les racines. Cet aluminium est subséquemment transporté dans la plante et s'accumule dans les vacuoles. Par contre dans les sols basiques, les ions Al3+ ne sont pas absorbables par les plantes. L'aluminium joue donc le rôle central dans le bleuissement du pigment normalement rouge du flavylium (en sol basique mais milieu acide de la vacuole). C'est la chélation (par des liaisons de coordination) entre ce cation métallique et le ligand anthocyanidolique qui provoque le déplacement de l'absorbance vers des longueurs d'onde plus grandes.

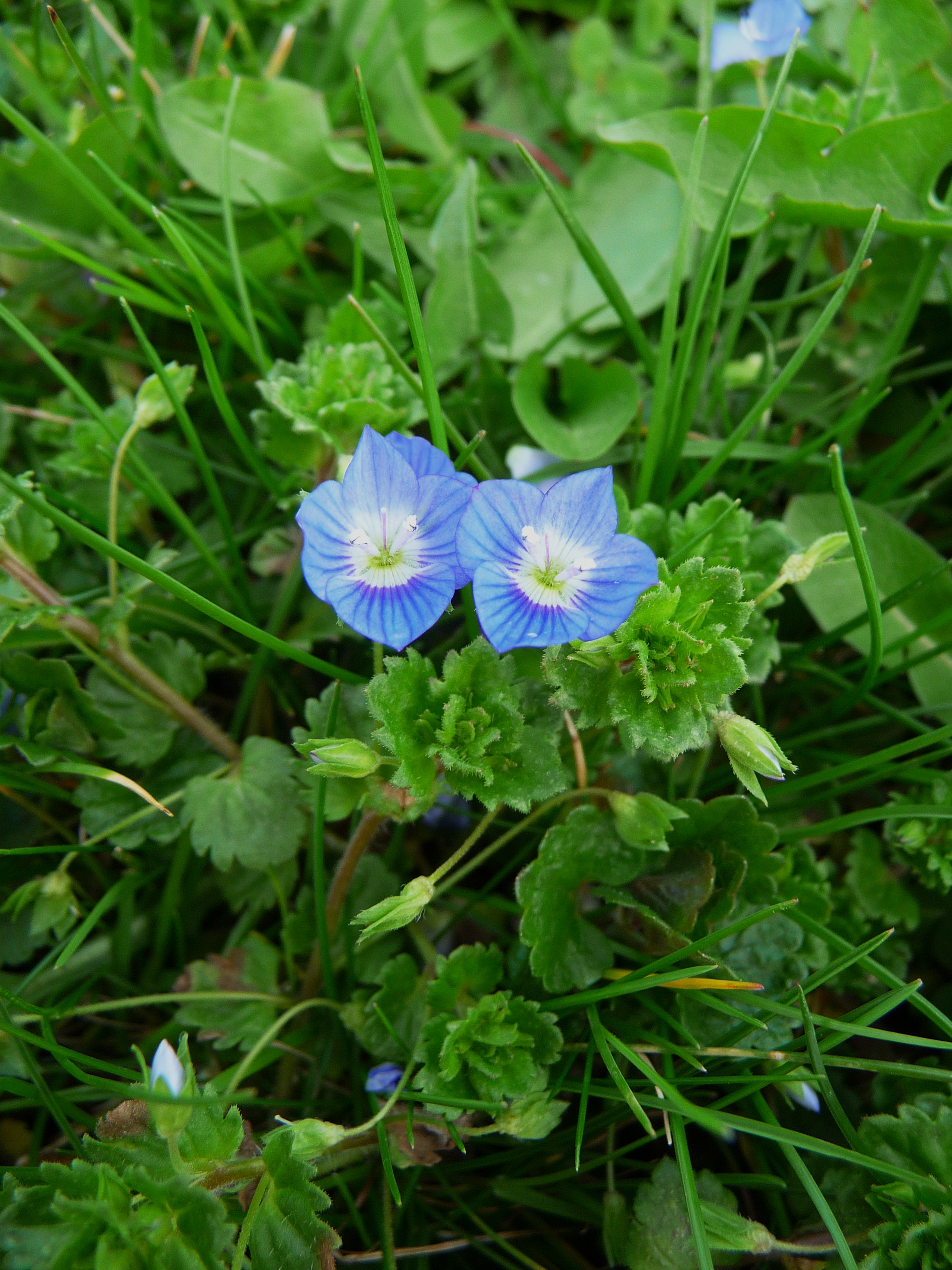
Fleur bleu ciel de Veronica persica.

Le déplacement vers le bleu de la couleur perçue peut se faire comme pour l'hortensia, par la formation d'un complexe avec un métal, mais aussi très souvent par une association entre le pigment anthocyanidolique et un co-pigment incolore, ou jaune clair tel qu'un glycoside de flavone qui vient s'empiler sur la molécule. C'est le cas par exemple, de la couleur bleue de la véronique.
- Véronique de Perse Veronica persica

Le pigment coloré de la Véronique de Perse (Veronica persica) est un glycoside de delphinidine (1) qui a été identifié dans les pétales. L'autre flavonoïde important à avoir été identifié est un dérivé de l'apigénine (2) de la famille des flavones. Le rôle de co-pigment de ce composé a été parfaitement démontré in vitro. Le déplacement du pic d'absorption du glycoside de delphinidine 1 vers les grandes longueurs d'onde a été observé d'une manière dépendante de la dose quand on lui ajoute le co-pigment 2 (le glucuronide d'apigénine). Dans les pétales, le pigment 1 et le co-pigment 2 sont dans un rapport molaire de 1 pour 9 capable de donner la belle couleur bleu ciel typique des véroniques.